# ريتشي ساندوفال
ريتشي ساندوفال (بالإنجليزية: Richie Sandoval) مواليد 18 أكتوبر 1960 في بومونا، هو ملاكم أمريكي سابق صنّف ضمن فئة وزن الريشة. حقق بطولة رابطة الملاكمة العالمية.

## إحصائيات
خاض خلال مسيرته 30 نزالا، فاز في 29 ولم يتعادل ولم يخسر. فاز بالضربة القاضية في 17 نزالا.

## الميداليات
| الميدالية | المسابقة                    |
| --------- | --------------------------- |
| فضية      | دورة الألعاب الأمريكية 1979 |

## روابط خارجية
- ريتشي ساندوفال على موقع بوكس ريك (الإنجليزية) (registration required)
- ريتشي ساندوفال على موقع أوليمبيديا (الإنجليزية)